# Заслуженный строитель РСФСР
Заслуженный строитель РСФСР — государственная награда РСФСР, почётное звание, присваивалось Президиумом Верховного Совета РСФСР и являлось одной из форм признания государством и обществом заслуг высокопрофессиональных строителей. 

## История
Почётное звание было установлено Указом Президиума Верховного Совета РСФСР от 6 июля 1961 года «Об установлении почётного звания заслуженного строителя РСФСР».
Лицам, удостоенным почётного звания Заслуженного строителя РСФСР, вручались грамоты Президиума Верховного Совета РСФСР и соответствующий нагрудный знак.